# Trapeze (programa de hoja de cálculo)
Trapeze es un programa de hoja de cálculo descontinuado para sistemas Macintosh que ejecutan Mac OS Classic. Introdujo el concepto de utilizar rangos con nombre para la mayoría de las operaciones en lugar de direcciones de celda, lo que permitió liberar las fórmulas de la ubicación de los datos en la página. Esto, a su vez, hizo que la actualización de las hojas moviendo datos fuera una operación segura, mientras que en programas contemporáneos como Microsoft Excel y Lotus 1-2-3 esto a menudo conducía a fórmulas rotas. El sistema no dependía de la hoja como base para el almacenamiento y permitía colocar libremente múltiples tablas, cuadros, gráficos y textos, a los que denominaban «bloques».
Introducido en enero de 1987 en MacWorld San Francisco, las ventas no fueron fuertes y la empresa formada para introducir el producto quedó insolvente en el otoño. La empresa fue comprada por un proveedor de software para minicomputadoras como parte de un esfuerzo por ingresar al mercado de las microcomputadoras, pero decidieron abandonar el negocio y venderlo nuevamente a una nueva empresa, DeltaPoint, en 1989. Cuando DeltaGraph de DeltaPoint se convirtió en un gran éxito ese mismo año, las ventas de Trapeze terminaron.
Este concepto básico de utilizar bloques separados de datos y sus nombres para crear fórmulas fue la característica principal de Lotus Improv, introducido en 1990. Este concepto también se ve en los Apple Numbers modernos.

## Historia

### Concepción
En 1984, después de ver la computadora Macintosh, Andrew Wulf dejó su trabajo en un contratista de defensa y fundó una pequeña empresa de consultoría para trabajar en microcomputadoras. Sus primeros productos fueron una serie de hojas de cálculo Multiplan para el mercado de petróleo y gas, pero no se vendieron bien. Mientras trabajaba en ellos, Wulf estaba constantemente irritado por la forma en que cambios menores en el diseño de la hoja de cálculo harían que las fórmulas dejaran de funcionar. Al considerar esto, a Wulf se le ocurrió la idea de «bloques», que aislarían las entradas en secciones con nombres separados y las fórmulas podrían aplicarse a los nombres, no a las referencias de celda. Esto significaba que los bloques podrían moverse y las fórmulas seguirían funcionando.

### Desarrollo
La oficina de Wulf era un espacio compartido y uno de los otros grupos incluía a alguien que estaba familiarizado con las empresas emergentes. Ofreció conseguir financiación para el desarrollo del nuevo producto, a cambio de acciones de una nueva empresa para escribirlo. Esto resultó en la creación de Data Tailor. Con la financiación asegurada en el verano de 1985, Wulf contrató a dos amigos, Bob Murphy y Ken Clark, uno de la universidad y otro de su trabajo anterior, para que le ayudaran a escribir el sistema. Decidieron escribir el sistema en el lenguaje de programación C, aunque Pascal era mucho más común en Mac en ese momento. El sistema C, que presentaba el «enlazador más lento del mundo», se ejecutó en un Macintosh XL y se probó en un Mac 128.
El programa se estaba ejecutando en forma parcial a tiempo para la reunión de desarrolladores de Mac de agosto de 1986 en el Hotel Fairmont de San Francisco; en ese momento se conocían como AppleWorld Conference y se convirtieron en la Conferencia Mundial de Desarrolladores (WWDC) en 1990. Luego fueron a MacWorld Boston ese mismo mes, donde vieron muchos productos nuevos con GUI que eran mucho mejores que los que habían creado. Wulf decidió escribir una GUI completamente nueva además del motor aún en evolución en el que estaban trabajando Murphy y Clark, con el objetivo de tener el sistema resultante listo para MacWorld San Francisco en enero de 1987. Fue durante este tiempo que se eligió el nombre cuando una de las personas en la oficina preguntó si habían oído hablar de la banda Trapeze.

### Lanzamiento
Antes del programa, colocaron un anuncio teaser en Macworld, lo que llevó a la gente a creer que el anuncio era de Ashton-Tate. La primera versión funcional estuvo lista sólo unas horas antes de que llegara el momento de partir hacia San Francisco. El producto llamó mucho la atención, no sólo por sus capacidades internas, sino también por el uso de menús jerárquicos, que eran una invención relativamente reciente y aún no eran compatibles con el sistema operativo. Trapeze se lanzó a un mercado de hojas de cálculo ya abarrotado. Sin embargo, recibió elogios por su diseño poco convencional y la amplia selección de potentes capacidades de modelado. También soportaba directamente la unidad de coma flotante Motorola 68881, lo que le otorgaba un rendimiento mucho mayor que la competencia, al menos en máquinas que incluían este procesador.
Las críticas fueron en general positivas, con la excepción de una en la revista MacUser, que fue negativa. Wulf culpa a esta crítica negativa por la desaceleración de las ventas y afirma que cuando se reunieron con el autor un año después, sugirió que había estado de mal humor cuando lo escribió y, como resultado, le dio una mala crítica. Sin embargo, una reseña anterior en Macworld fue en general muy positiva, y una de unos meses más tarde en InfoWorld fue positivamente efusiva. En verano quedó claro que la empresa pronto se quedaría sin efectivo sin nuevas ventas. En ese momento, la participación combinada del programador en la empresa era sólo del 5%, ya que los inversores habían diluido constantemente sus acciones mientras añadían capital para continuar el desarrollo. Luego, los accionistas sugirieron que trabajaran gratis hasta que las ventas aumentaran, pero los programadores decidieron renunciar.
Luego, Wulf y Clark formaron The SU5 Group y, después de que los inversores originales se dieron cuenta de que no podían continuar el desarrollo sin ellos, continuaron trabajando en el producto. Se publicaron varias actualizaciones durante el verano y el otoño de 1987. La versión 1.1, anunciada en agosto, agregó la capacidad de importar Lotus 1-2-3, archivos WKS, símbolos de moneda extranjera, nuevos tipos de gráficos y contraseñas de hojas de cálculo. También mejoró enormemente la funcionalidad de deshacer, una de las pocas quejas encontradas en la versión 1.0. La versión 2.0, anunciada en octubre, mejoró aún más la función de deshacer, agregó múltiples reglas, encabezados y pies de página para el diseño del texto y divisores en las pantallas. También agregó formatos de archivo adicionales para importación y exportación, características de gráficos adicionales y más opciones gráficas como tamaños y colores de línea.

### Venta
A finales de 1987, Access Technologies, con sede en Massachusetts, compró Trapeze de Data Tailor y el procesador de textos MindWrite de MindWork Software. Anteriormente, Access Technologies sólo tenía un producto importante, la hoja de cálculo 20/20, un clon de 1-2-3 que se ejecuta en varias minicomputadoras. Al ver que la microcomputadora invadía el espacio mini, comenzaron a crear una cartera de software para Mac. Al cabo de un año, la empresa decidió abandonar el negocio por completo y vender su producto principal 20/20 a otro proveedor. Esto finalmente fue recogido por Computer Associates en 1991.
Para ayudar en la posible venta, Access distribuyó el software de Mac a varios de los gerentes de la empresa que formaron DeltaPoint. Inicialmente continuaron con las ventas de MindWrite y Trapeze, pero utilizaron los ingresos de estos productos para financiar el desarrollo de un nuevo programa de gráficos. Wulf, en ese momento, también había escrito un módulo de gráficos para el programa de presentación Persuasion, que recibió excelentes críticas y llevó a que Aldus lo comprara. DeltaPoint contrató a Wulf para escribir el nuevo programa, que se lanzó como DeltaGraph. DeltaGraph se convirtió en un éxito de ventas y las ventas de MindWrite y Trapeze finalizaron alrededor de 1989 para centrarse en el nuevo programa.

## Descripción
Cuando se inicia el programa, se abre un documento que está vacío. Para comenzar a usarlo, se deben agregar uno o más «bloques» a la hoja de trabajo. Los bloques se pueden colocar en la hoja de trabajo seleccionando un tipo en el menú Bloque o en la ventana emergente del cursor en la hoja; cada tipo de bloque tiene su propio cursor personalizado, un bloque en blanco para colocar bloques de hojas de cálculo, un archivador para bases de datos, papel doblado para bloques de texto y un bloque rayado para gráficos. Los otros cursores incluyen el cursor de flecha estándar para seleccionar elementos y cursores para mover o cambiar el tamaño de los bloques. Algunos de estos se pueden seleccionar desde el teclado para evitar tener que acceder al menú; por ejemplo, uno puede mover un bloque manteniendo presionada la tecla Opción mientras está en el modo de selección. Los bloques también tienen un nombre y un área de comentarios, que se pueden editar a través del menú Bloque, que también ofrece la posibilidad de cambiar su tamaño, bloquearlo o hacerlo invisible. Los bloques también cambiarán de tamaño automáticamente a medida que se agreguen datos.
Las fórmulas en Trapeze se basan en los nombres de los bloques. Si uno tiene una hoja de cálculo con dos bloques de columnas con Ventas e Ingresos, puede producir un bloque de Beneficios agregando un nuevo bloque vacío, nombrándolo Beneficio y luego escribiendo la fórmula Ventas - Ingresos. Cuando se ingresa esta fórmula, el bloque de ganancias cambiará automáticamente de tamaño para contener correctamente la salida de la fórmula. Esto también se puede realizar de forma interactiva con el mouse a través de una serie de menús emergentes en el área de edición que le permiten seleccionar bloques por nombre y las funciones apropiadas para ese tipo. Los bloques de diferentes dimensiones se manejan apropiadamente, por ejemplo, multiplicar un bloque bidimensional por un solo número producirá un nuevo bloque con todos los valores individuales multiplicados por el escalar, mientras que hacer lo mismo con dos bloques bidimensionales causará que salida para contener las celdas individuales multiplicadas.
Los bloques se pueden colocar en cualquier lugar de la hoja de trabajo, ajustándolos a una cuadrícula. Los gráficos se pueden colocar en otros bloques o solos. Por ejemplo, se podría colocar un gráfico de líneas en un bloque de hoja de cálculo para subrayar un valor clave, o importar un gráfico en su propio bloque y colocarlo detrás de la hoja. Esto permitía importar formularios como gráficos y colocar bloques encima para producir formularios interactivos.
Un solo libro de trabajo podía contener hasta 32 000 bloques, aunque por razones de memoria sólo podía tener 11 páginas, lo que limitaba el número de bloques a valores mucho más pequeños. Cualquier bloque de hoja de cálculo podría tener hasta 32 000 por 32 000 celdas. Las primeras versiones no admitían ampliamente Deshacer, lo cual era una queja común, pero esto se mejoró en versiones posteriores. Tampoco agregó nunca una función macro, otro problema común.
El sistema es muy similar a los Numbers modernos que se ejecutan en macOS. La principal diferencia es que Numbers no utiliza el término «bloques» sino que habla de elementos individuales como «hoja de cálculo» y «gráfico». Numbers también intenta extraer automáticamente nombres de los propios datos, incluidos los tipos de filas de encabezado en las hojas. Esto significa que una hoja con tres columnas, Ventas, Ingresos y Beneficios, permitirá crear fórmulas como «Beneficios = Ventas - Ingresos», que llenarán la columna de Beneficios sin necesidad de un bloque separado, ni es necesario establecer los nombres. por separado. También se abre con un bloque de hoja de cálculo ya visible, lo que aborda la preocupación de que abrir Trapeze en una página vacía resultaba confuso para los nuevos usuarios.

## Recepción
Después de mencionarlo de pasada en su edición de noviembre de 1986, Macworld publicó una reseña extensa del producto en su edición de mayo de 1987. Comienza señalando que «Si no sabía que quedaban espacios por llenar en Excel, lo sabrá después de probar Trapeze». Destacan su capacidad para mezclar datos, resultados, gráficos y texto como bloques separados en una sola pantalla, mientras que en ese momento Microsoft Excel requería que estuvieran en ventanas separadas. También señalan que la inclusión en el programa de fórmulas poderosas, como la manipulación de matrices, proporcionó una funcionalidad que requeriría macros en Excel. Además, estos elementos estaban vinculados entre sí y se actualizaban entre sí, lo que significa que los cambios en los datos actualizarían, por ejemplo, inmediatamente un gráfico en la misma ventana. Señalan que configurar una hoja de cálculo en Trapeze es más difícil porque se necesita planificación para nombrar las distintas secciones, pero una vez configurada, «es mucho más fácil trabajar con Trapeze que con Excel, y es útil tener toda la información sobre una proyecto en un solo archivo». Concluyen: «Aunque se necesitan macros para mejorar el rendimiento y la función Deshacer no se ha implementado adecuadamente en la versión 1.0, recomendamos encarecidamente Trapeze a cualquiera que necesite integrar texto y gráficos en la salida de una hoja de cálculo».
Otra reseña importante apareció en la edición de julio de 1987 de MacUser. El crítico elogió la interfaz y el concepto general del sistema. Quedó especialmente impresionado con la forma en que se construyeron las fórmulas, vinculando los nombres de los bloques, y la forma en que aparecían los resultados en un nuevo bloque que automáticamente se ajustaba al conjunto de resultados, algo que él llama «mágico». También señala que su capacidad para importar bloques gráficos significa que, por ejemplo, uno podría crear una factura en MacPaint, importarla como fondo y luego diseñar bloques de entrada y salida (fórmula) encima del gráfico para producir un gráfico. forma. Pero también señaló continuamente lo diferente que era de otros programas de hojas de cálculo, señalando: «Si eres un gran usuario de hojas de cálculo, requiere mucho tiempo para acostumbrarte a Trapeze y simplemente no hace algunas cosas que otras hojas de cálculo hacen». Además, algunas de las funciones eran difíciles de usar o simplemente faltaban, en particular la capacidad de importar datos de otros programas de hojas de cálculo, lo que significaba que la única forma de transportar datos era copiar y pegar. La revisión concluye: «Dependiendo de lo que necesites lograr, Trapeze podría ser exactamente lo que estabas buscando o podría ser completamente inapropiado». La cápsula le otorga 2,5 ratones, de cinco, y lo llama «Una hoja de cálculo difícil de manejar que puede producir resultados hermosos».
InfoWorld publicó una reseña de dos páginas de 2.0 en septiembre de 1987, que fue extremadamente positiva. Comenzando por llamarlo «revolucionario», elogian la capacidad de combinar cálculos, gráficos y texto, y que juntos producen resultados que parecen resultados de autoedición preparados manualmente, pero que se actualizan automáticamente a medida que cambian los números. Habiendo utilizado una versión anterior del programa y encontrado que el rendimiento era «razonablemente rápido», señalan que la nueva versión es mucho más rápida que Excel en máquinas que usan una FPU, e incluso en aquellas que no la tienen, como la Mac SE estándar, los tiempos de cálculo fueron Lo mismo que Excel pero los tiempos de carga y guardado eran aún mucho más rápidos. Concluyen que «aunque puede ser superado por Excel en algunos niveles como hoja de cálculo, o por Page Maker en diseño de página, Trapeze tiene algunas características que ninguno de los dos posee. Como resultado, a 295 dólares representa un valor significativo para muchos usuarios de Macintosh» y concederle una puntuación de 8,3 sobre 10.
Macworld cubrió el programa nuevamente en febrero de 1988 como parte de un resumen de hojas de cálculo, que también incluía Excel, MacCalc, Lotus Jazz, y Microsoft Works. Trapeze superó fácilmente a todos los demás programas en casi todas las funciones, permitiendo hojas de trabajo mucho más grandes, sin límite en la longitud de las cadenas de texto (la mayoría de los demás estaban limitados a 256 caracteres o menos) y, en general, más funciones y características. La revisión comienza diciendo que Trapeze es «completamente diferente» y tan versátil que podría usarse como programa de diseño de páginas o como editor de gráficos sin usar la parte de hoja de cálculo. Dicen que es un poco confuso para los nuevos usuarios ya que el documento se abre sin nada y depende del usuario agregar elementos para que funcione, pero sienten que los usuarios avanzados se «deleitarán» con sus posibilidades. Su compatibilidad con 68881 lo hizo mucho más rápido que cualquiera de los otros programas y sugieren que es la mejor opción para hojas complejas. Su única preocupación era la falta de importación/exportación, limitada sólo a WKS y aun así sólo a los datos en sí, no a las fórmulas.

### Citas
1. 1 2 3 4 5 6 7 8  Wulf, 2016.
2. 1 2  Seiter, 1988, p. 182=183.
3. 1 2 3 4  Kaipa y Haskell, 1987, p. 153.
4. 1 2 3 4  Green y Green, 1987, p. S26.
5. ↑  Update11, 1987, p. 226.
6. ↑  Ambrosio, 1991, p. 6.
7. 1 2 3 4 5  Wiggins, 1987, p. 78.
8. 1 2 3  Wiggins, 1987, p. 79.
9. ↑  Kaipa y Haskell, 1987, p. 152.
10. ↑  Numbers,.
11. ↑  Wiggins, 1987, p. 181.
12. ↑  Seiter, 1988, p. 189.